# Avocatul Poporului (România)
Avocatul Poporului este o instituție independentă a Guvernului României, responsabilă de investigarea și soluționarea plângerilor cetățenilor împotriva altor instituții guvernamentale. Ombudsmanul României a fost înființat în 1991, după ratificarea primei constituții postcomuniste a țării. Acesta raportează Parlamentului în fiecare an sau la cererea camerelor Parlamentului.
Avocatul Poporului este numit în funcție de către Parlament, prin votul majorității parlamentarilor. Este numit pentru un mandat de 5 ani, acesta putând fi reînnoit o singură dată. În timpul mandatului, Avocatul Poporului este independent și nu poate fi revocat decât în cazuri speciale, cum ar fi incapacitate sau nerespectarea legii.

## Funcție
Avocatul Poporului este numit de Parlament, în ședință comună a celor două Camere, pentru un mandat de 5 ani, cu posibilitatea reînnoirii o singură dată. În timpul exercitării mandatului, titularul funcției nu poate ocupa alte funcții publice sau private, cu excepția celei de cadru didactic universitar.
Instituția este reglementată de Constituția României, fiind o autoritate publică autonomă și independentă. Potrivit Legii nr. 35/1997, republicată, Avocatul Poporului: nu se supune niciunui mandat imperativ sau reprezentativ; nu poate primi instrucțiuni din partea altor autorități; are buget propriu, parte a bugetului de stat; nu răspunde juridic pentru opiniile exprimate sau actele întreprinse în exercitarea atribuțiilor legale.
Avocatul Poporului este asistat de adjuncți, numiți de birourile permanente ale celor două Camere ale Parlamentului, specializați pe domenii precum: drepturile omului și ale copilului, justiție, administrație, armată, protecție socială, fiscalitate și prevenirea torturii.

## Cabinet
- Renate Weber (Avocatul Poporului)
- Molnar Zsolt (Domeniul drepturile omului, egalitate de șanse între bărbați și femei, culte religioase și minorități naționale)
- Cynthia Carmen Deaconescu (Domeniul drepturile familiei, tinerilor, pensionarilor, persoanelor cu handicap)
- Ioan Gânfălean (Domeniul apărarea, protecția și promovarea drepturilor copilului)
- Mircea Criste (Domeniul armată, justiție, poliție, penitenciare)
- Emil Mihai Pașolea (Domeniul proprietate, muncă, protecție socială, impozite și taxe)
- Ionel Nicolae (Domeniul privind prevenirea torturii și a altor pedepse ori tratamente cu cruzime, inumane sau degradante în locurile de detenție)

## Atribuții
Atribuțiile se exercită din oficiu sau la cererea persoanelor fizice lezate în drepturile lor. Petițiile pot fi transmise în scris (inclusiv electronic), telefonic, prin fax sau în cadrul audiențelor. Avocatul Poporului poate solicita informații și documente autorităților, realiza anchete proprii, emite recomandări cu caracter persuasiv, sesiza autoritățile administrative sau cele ierarhic superioare în cazul lipsei de reacție.
În raport cu sistemul judiciar, instituția poate sesiza ministrul justiției, Ministerul Public, conducerea instanțelor, Curtea Constituțională. De asemenea, Avocatul Poporului are dreptul să introducă acțiuni în contencios administrativ.
Activitatea instituției este complementară celei a instanțelor judecătorești, accentul fiind pus pe identificarea problemelor sistemice din administrație. Avocatul Poporului răspunde în fața Parlamentului, prin prezentarea de rapoarte anuale și speciale, care pot include recomandări legislative.

## Activitate
În anul 2010, Avocatul Poporului a avut alocat un buget de 5,5 milioane lei. Acesta a acordat 17.470 de audiențe și a înregistrat 8.895 de petiții, în urma cărora a efectuat 18 anchete și a remis o recomandare.
La data de 24 iunie 2019, Victor Ciorbea a demisionat din funcția de Avocat al Poporului, iar în data de 26 iunie 2019, a fost numită în această funcție, la propunerea partidului ALDE, fostul europarlamentar, Renate Weber.

## Lista Avocaților Poporului
- Paul Mitroi (mai 1997 - octombrie 2001)
- Ioan Muraru (octombrie 2001 - septembrie 2011)
- Gheorghe Iancu (septembrie 2011 - iulie 2012)
- Anastasiu Crișu (2013)
- Victor Ciorbea (iunie 2014 - iunie 2019)
- Renate Weber (iunie 2019 - prezent)

### Legi
- Constituția României, republicată, Monitorul Oficial nr. 767 din 31 octombrie 2003;
- Parlamentul României, Legea nr. 554/2004 a contenciosului administrativ.

### Doctrină
- Bădescu, M; Drept constituțional și instituții politice; Curs universitar, București, editura Hamangiu, 2023.